# Ху
 Тази статия е за британската група.  За канадската група вижте Гес Ху.  
„Ху“ (на английски: The Who, Дъ Ху) е британска рок група, създадена през 1964 година в Лондон, която се смята за една от най-добрите и най-влиятелни групи в света.
Основните участници в групата са китаристът Пийт Таунсенд, вокалистът Роджър Долтри, басистът Джон Ентуисъл и барабанистът Кийт Мун. Те стават известни с динамичните си изпълнения на живо, включващи едни от първите демонстративни унищожавания на инструменти. В хода на продължителната си кариера „Ху“ продават около 100 милиона записа, 27 техни сингъла достигат първите 40 места, а 17 техни албума – първите 10 места в британските и американски класации.
„Ху“ придобиват популярност във Великобритания с поредица от хитови сингли, започнала с „I Can't Explain“ през януари 1965 година. Следват албумите „My Generation“ (1965), „A Quick One“ (1966) и „The Who Sell Out“ (1967), първите два от които достигат челните пет места в британската класация. Първият им хит, достигнал първите 40 места в Съединените щати е „Happy Jack“ през 1967 година, а по-късно през същата година влизат в първата десетка с „I Can See for Miles“. Славата им нараства със запомнящи се изпълнения на фестивалите Монтерей Поп и Удсток. Издаденият през 1969 година „Tommy“ е първият от поредица албуми, достигнали първите десет места в Съединените щати, и включваща още „Live at Leeds“ (1970), „Who's Next“ (1971), „Quadrophenia“ (1973), „The Who By Numbers“ (1975), „Who Are You“ (1978) и „The Kids Are Alright“ (1979).
След смъртта на Кийт Мун, починал на 32-годишна възраст през 1978 година, „Ху“ издават два студийни албума, „Face Dances“ (1981) и „It's Hard“ (1982), с барабаниста Кени Джоунс, преди групата да се раздели през 1983 година. През следващите години „Ху“ се събират неколкократно за конкретни събития, като концерта Live Aid през 1985 година. Те правят концертни турнета по повод 25-годишнината на групата през 1989 година, както и през 1996 и 1997 година. През 2000 година за пръв път обмислят издаването на албум с нова музика, но се отказват от плановете си след смъртта на Джон Ентуисъл през 2002 година. Пийт Таунсенд и Роджър Долтри продължават да участват в концерти под името „Ху“, а през 2006 година издават и студийния албум „Endless Wire“, който достига челните десет места във Великобритания и Съединените щати.
През 1990 година „Ху“ са включени в Залата на славата на рокендрола. През 1988 година получават наградата на Британската звукозаписна индустрия за цялостен принос, а през 2001 година – и Грами за цялостен принос.

## История

### Образуване
Тримата основатели на „Ху“ – Роджър Долтри, Пийт Таунсенд и Джон Ентуисъл – израстват в лондонския район Актън и учат в Актънската гимназия. Бащата на Таунсенд е саксофонист, а майка му е пяла в група на Кралските военновъздушни сили през Втората световна война. Бащата на Ентуисъл свири на тромпет, а майка му – на пиано. Двамата се сприятеляват през втората си година в гимназията и сформират джаз групата „Конфедерейтс“, като същевременно Ентуисъл свири на валдхорна в Симфоничния оркестър на мидълсекските училища. И двамата са повлияни от нарастващата популярност на рокендрола, като Таунсенд особено харесва дебютния сингъл на Клиф Ричард „Move It“. Ентуисъл решава да започне да свири по-сериозно на китара, но тя му създава затруднения, заради големите му пръсти, и след като чува изпълненията на Дуейн Еди решава да се заеме с бас китара. Той няма средства за нов инструмент и конструира бас китара у дома. След завършването на гимназията Ентуисъл започва работа в данъчната администрация, а Таунсенд се записва на курс в Илингския колеж по изкуства, стъпка, която по-късно оценява като оказала дълбоко влияние върху развитието на „Ху“.
Долтри, който учи година преди Таунсенд и Ентуисъл, е дошъл в Актън от Шепърдс Буш, квартал с по-работническо население. Той трудно се вписва в училищния живот, участва в банди и е почитател на рокендрола. Изключен от училище на 15 години, той започва работа в строителството. Самият той твърди, че музикалната кариера го спасява от безперспективния живот като работник – през 1959 година той поставя началото на групата, превърнала се в „Ху“. Първоначално тя се нарича „Детурс“ и от самото си създаване има професионални ангажименти, като фирмени банкети или сватби, като самият Долтри е тясно ангажиран освен с музиката и с финансите на групата.
Долтри се запознава с Ентуисъл случайно – среща го на улицата с бас китарата му и го ангажира в „Детурс“. През лятото на 1961 година Ентуисъл предлага Таунсенд като допълнителен китарист. Групата свири инструментали на „Шадоус“ и „Венчърс“, както и различни поп и джаз кавър версии. По времето, когато Таунсенд се включва в групата, тя включва още Долтри като водещ китарист, Ентуисъл като басист, Хари Уилсън на барабаните и Колин Доусън като вокалист. Долтри е смятан за лидер на групата и, според Таунсенд, „ръководи нещата, както му се иска“. Уилсън е изгонен през лятото на 1962 година и мястото му е заето от Дъг Сендъм, който, макар и значително по-възрастен от останалите и вече женен, е по-опитен музикант и от две години свири полупрофесионално.
Малко по-късно Доусън напуска след спорове с Долтри и, след като за кратко го замества Габи Конъли, Долтри поема водещите вокали. Таунсенд, насърчаван от Ентуисъл, става единствен китарист. Чрез майката на Таунсенд групата сключва договор за мениджмънт с местния промоутър Робърт Дрюс, който започва да им намира ангажименти като поддържаща група. „Детурс“ са повлияни от групите, които поддържат, сред които са „Скрийминг Лорд Съч“, „Клиф Бенет и Ребъл Раузърс“, „Шейн Фентън и Фентоунс“, „Джони Кид енд Пайрътс“. „Детурс“ са особено заинтригувани от „Пайрътс“, тъй като те също имат само един китарист, Мик Грийн, който вдъхновява Таунсенд да съчетае в стила си ритъм и водеща китара. Басът на Ентуисъл получава по-водеща роля, като той свири с него мелодии. През февруари 1964 година научават за групата „Джони Девлин и Детурс“ и решават да променят името си. Таунсенд и неговия съквартирант Ричард Барнс прекарват цяла нощ, обсъждайки различни варианти, главно с шеговит характер, като „Ноу Уан“ или „Груп“. Таунсенд предпочита „Хеър“, а Барнс харесва „Ху“, защото има „поп уклон“. На следващата сутрин Долтри окончателно избира името „Ху“.

### 1964 – 1978
По времето, когато „Детурс“ стават „Ху“, те вече имат редовни ангажименти, включително в „Олдфийлд Хотел“ в Грийнфорд, „Уайт Харт Хотел“ в Актън, „Голдхоук Сошъл Клъб“ в Шепърдс Буш и „Нотр Дам Хол“ в Лестър Скуеър. Освен това те са заменили мениджъра си с Хелмут Гордън, които им организира преслушване с Крис Пармейнтър за „Фонтана Рекърдс“. Пармейнтър не одобрява ударната секция и, според Сандъм, Таунсенд го заплашва с уволнение, а той напуска, но го убеждават да заеме инструментите си на бъдещ заместник. Сандъм и Таунсенд не си говорят през следващите 14 години.
„Ху“ се запознават с Кийт Мун по време на концерт в Олдфийлд в края на април. Мун израства в Уембли и свири на барабани в различни групи от 1961 година. По това време той свири с полупрофесионалната група „Бийчкомбърс“ и се стреми да се занимава с музика изцяло професионално. Мун веднага изсвирва няколко песни с групата, при което чупи педал и скъсва кожата на един барабан. Другите са впечатлени от енергията и ентусиазма му и веднага му предлагат да се включи в групата. Мун свири с „Бийчкомбърс“ още няколко пъти, но програмите на двете групи се застъпват и той предпочита да се посвети изцяло на „Ху“.
Междувременно групата сменя мениджъра си с Питър Мийдън, който решава, че тя е идеалният представител на разрастващото се мод движение, свързано с характерна мода, скутери и музикални жанрове като ритъм енд блус, соул и бибоп. Той преименува групата на „Хай Нъмбърс“, облича ги в мод дрехи, урежда им ново, по-успешно прослушване с „Фонтана“ и пише текстовете за двете страни на сингъла Zoot Suit/I'm the Face, които трябва да се харесат на модовете. Мелодията на Zoot Suit е взета от Misery на „Дайнамикс“, а I'm the Face заимства от I Got Love If You Want It на Слим Харпо. Въпреки усилията на Мийдън да промотира сингъла, той не успява да достигне първите 50 в класациите и групата се връща към старото си име „Ху“. През следващите месеци група – никой от членовете на която не свири на инструментите си по обичайния начин - постепенно започва да подобрява сценичния си имидж. Долтри започва да използва кабела на микрофона като камшик и понякога удря публиката, Мун подхвърля палките на барабаните във въздуха по време на изпълненията си, а Таунсенд имитира с китарата стрелба с автомат по публиката, докато скача по сцената и свири с бързо въртене на цялата ръка или стои с вдигнати ръце, оставяйки китарата да генерира фийдбек в поза, която започват да наричат „човека птица“.

### 1978 – 1983
След „Quadrophenia“ (1973), групата издава „The Who by Numbers“ (1975) и „Who Are You“ (1978). През този период членовете на бандата чувстват умора от непрекъснатите турнета и натиск за нови концептуални албуми. Кийт Мун, известен с дивия си стил и щури партита, страда от зависимост към алкохол и наркотици. За съжаление, Мун умира през септември 1978 г. от свръхдоза лекарства, оставяйки огромна празнина.

#### Барабанистът Кени Джоунс и раздялата
Без Мун, The Who продължават с Кени Джоунс (Kenny Jones), бившия барабанист на Small Faces, но химията се променя. „Face Dances“ (1981) и „It’s Hard“ (1982) съдържат известни хитове (напр. „You Better You Bet“), но не могат да възстановят енергията от 60-те и 70-те. През 1983 г. The Who обявяват край на активната си дейност.

### Повторни събирания

#### Charity концерти и турнето за 25-годишнина
Въпреки официалния край, The Who се събират периодично за специални концерти и турнета – 1985 (Live Aid), 1989 (25-годишнината на групата), 1996–1997 (пълно концертно изпълнение на „Quadrophenia“). Макар Таунзенд, Долтри и Ентуисъл да имат противоречиви отношения, музиката им остава ненадмината по въздействие.

#### Смъртта на Ентуисъл и продължаващото наследство
През 2002 г. Джон Ентуисъл умира внезапно в навечерието на турне. Въпреки трагедията, Пийт Таунзенд и Роджър Долтри продължават като The Who, привличайки гост-музиканти (Зак Старки, синът на Ринго Стар, като барабанист). Издават албум „Endless Wire“ (2006) – първи студиен проект от близо 24 години. И до днес (01.2025) двамата остават активни, водят шоу програми, изпълняват класически репертоар на The Who по фестивали и турнета.